# Libertador General San Martín megye (Misiones)
Libertador General San Martín egy megye Argentína északkeleti részén, Misiones tartományban. Székhelye Puerto Rico.

## Népesség
A megye népessége a közelmúltban a következőképpen változott:
| Év   | Lakosság |
| ---- | -------- |
| 2001 | 42 310   |
| 2010 | 46 561   |